# مارادونا به روایت کوستوریتسا
مارادونا به روایت کوستوریتسا (به انگلیسی: Maradona by Kusturica) فیلم مستندی است که امیر کوستوریتسا در سال ۲۰۰۸ درباره دیگو مارادونا، فوتبالیست آرژانتینی ساخته است. کوستوریتسا در این فیلم به سه وجه مختلف از شخصیت مارادونا می‌پردازد: مارادونای فوتبالیست، مارادونای سیاست‌پیشه، مارادونای معتاد. در بخش‌هایی از فیلم مارادونا و کوستوریتسا درباره گلی که مارادونا در مرحله یک چهارم نهایی جام جهانی فوتبال ۱۹۸۶ به انگلیس زد و بعداً به «دست خدا» مشهور شد، اشاره می‌کنند. اظهارات مارادونا باعث شد برخی این فیلم را ضد انگلستان بدانند و حتی پیش‌بینی کنند که فیلم در انگلیس به این زودی‌ها اکران نشود.